# Carrie Fisher

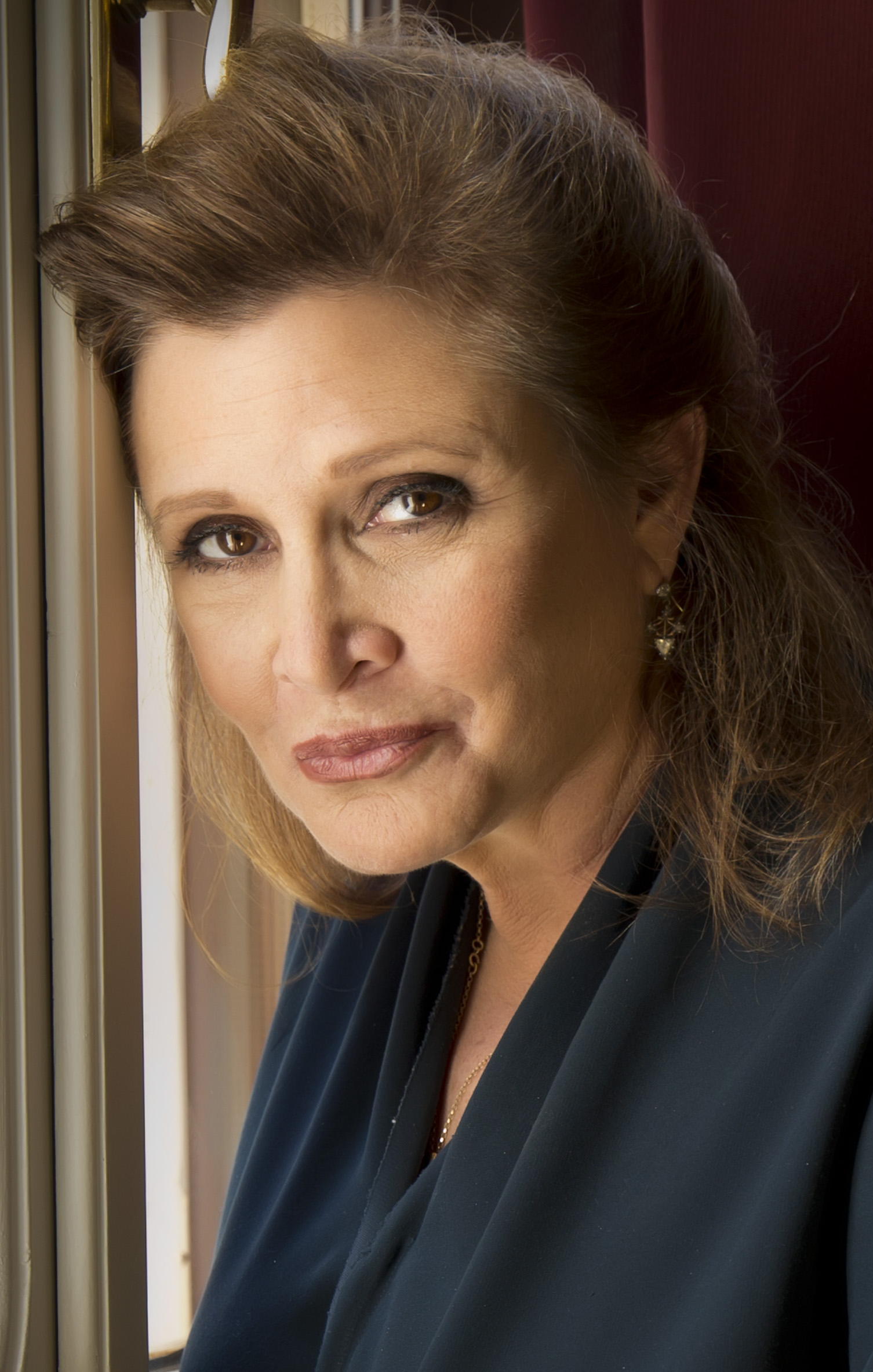
Carrie Fisher (2013)

Carrie Frances Fisher (* 21. Oktober 1956 in Burbank, Kalifornien; † 27. Dezember 2016 in Los Angeles, Kalifornien) war eine US-amerikanische Schauspielerin, Komikerin und Autorin. Weltbekannt wurde sie als Prinzessin Leia in den Star-Wars-Filmen.

## Leben

### Karriere

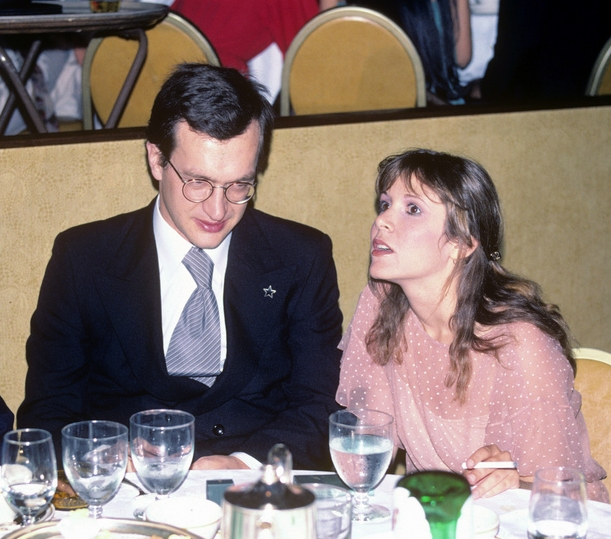
Carrie Fisher mit Wim Wenders bei der Premiere des Films F.I.S.T., 13. April 1978

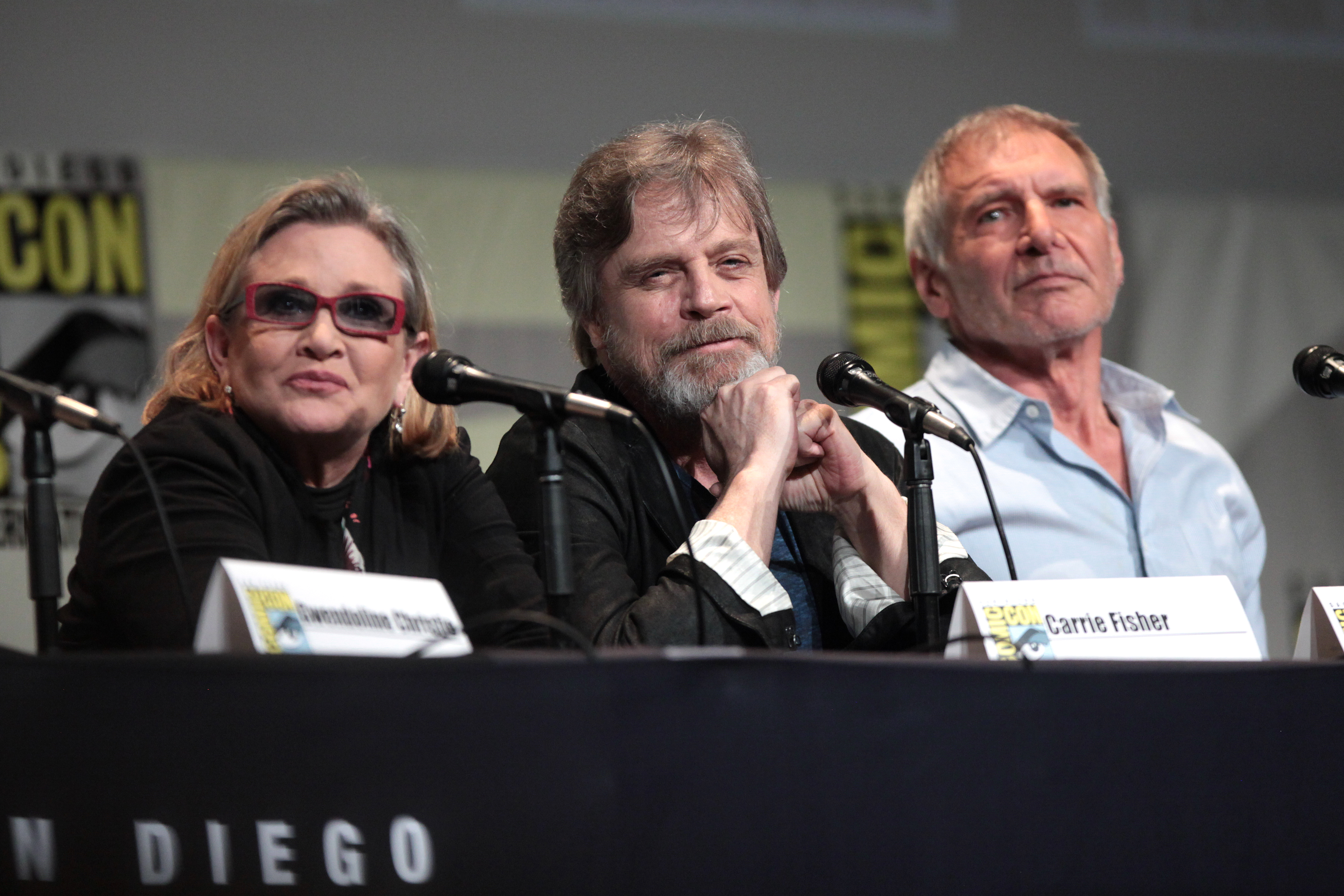
Carrie Fisher mit Mark Hamill und Harrison Ford auf der San Diego Comic-Con, Juli 2015

Ihren ersten Filmauftritt hatte Carrie Fisher 1975 in der Komödie Shampoo. 1977 spielte sie in George Lucas Krieg der Sterne erstmals an der Seite von Mark Hamill und Harrison Ford die Rolle der Prinzessin Leia. Neben verschiedenen kleineren Film- und Fernsehproduktionen in den siebziger Jahren war Carrie Fisher 1978 unter anderem als Host einer Episode der US-amerikanischen Comedy-Show Saturday Night Live zu sehen. Zudem verkörperte sie zum zweiten Mal die Rolle der Prinzessin Leia in dem für das Fernsehen produzierten Star Wars Holiday Special.
1980 verkörperte sie in dem Film Blues Brothers Jake Blues’ rachsüchtige Ex-Liebhaberin. Im selben Jahr erschien mit Das Imperium schlägt zurück der zweite Teil der Original-Trilogie von Star Wars, die 1983 mit Die Rückkehr der Jedi-Ritter abgeschlossen wurde. 1986 spielte Fisher in der Woody-Allen-Filmkomödie Hannah und ihre Schwestern in einer Nebenrolle. 1987 veröffentlichte sie ihren ersten Roman Postcards From the Edge (deutscher Titel: Grüße aus Hollywood), der autobiografische Elemente enthält; die Hauptperson des Romans durchlebt mit ihrer Drogenabhängigkeit und mit ihrer Mutter ähnliche Probleme wie Fisher selbst. 1989 wurde der Roman mit Meryl Streep, Shirley MacLaine und Dennis Quaid unter dem Buchtitel verfilmt.
Eine größere Rolle spielte Fisher 1989 im Film Harry und Sally. Im selben Jahr erschien die Filmkomödie Meine teuflischen Nachbarn, in der Fisher an der Seite von Tom Hanks eine der Hauptrollen spielte.
Im Jahr 2000 parodierte Fisher in Scream 3 ihre bekannteste Rolle der Prinzessin Leia. Hier spielte sie eine Filmstudiomitarbeiterin, die wegen ihres Aussehens ihr ganzes Leben lang für die Darstellerin der Prinzessin Leia gehalten wird. Zwar habe sie die Rolle fast bekommen, doch sei sie letztlich an die Schauspielerin gegangen, die mit George Lucas geschlafen habe. Dabei verweist sie auf ein Porträt ihrerselbst auf dem der Name Bianca Burnette angegeben ist.
1995 hatte Fisher einen Gastauftritt in der Fernsehserie Ellen, in der ihre Halbschwester Joely Fisher ab der zweiten Staffel eine Hauptrolle spielte. Aus ihrer Lebensgeschichte machte Fisher die One-Woman-Show Wishful Drinking, die Ende 2006 mehrere Monate erfolgreich am Broadway lief. Die Show war Grundlage für ihr gleichnamiges und von ihr auch als Hörbuch gelesenes Buch, das 2008 erschienen ist. Darin beschrieb Fisher auch ihre bipolare Störung.
Neben ihrer Tätigkeit als Schauspielerin arbeitete Fisher auch viele Jahre als Script Doctor. Sie überarbeitete Dialogzeilen in Drehbüchern, wobei ihr Name im Abspann der jeweiligen Filme nicht genannt wurde. Unter anderem war sie an den Drehbüchern zu den Filmen Sister Act – Eine himmlische Karriere, Hook und Brennpunkt L.A. – Die Profis sind zurück beteiligt.
Nach mehr als 30 Jahren übernahm Fisher 2014 im siebten Film der Star-Wars-Saga erneut die Rolle der Leia Organa. Unter der Regie von J. J. Abrams spielte sie neben Mark Hamill und Harrison Ford, die ebenfalls in ihren bekannten Star-Wars-Rollen zu sehen sind. Die Dreharbeiten zu Star Wars: Das Erwachen der Macht begannen im Mai 2014. Der Film kam im Dezember 2015 in die Kinos. In dem Jahr wirkte sie in der britischen Comedyserie Catastrophe mit, wofür sie posthum eine Emmy-Nominierung in der Kategorie Gastdarstellerin in einer Comedyserie erhielt.
Im Jahr 2016 erschienen kurz vor ihrem Tod ihre Memoiren Das Tagebuch der Prinzessin (The Princess Diarist) über ihre Star-Wars-Jahre. Für die Hörbuch-Version wurde ihr ebenfalls posthum ein Grammy Award verliehen.
2017 wurde sie posthum als Disney Legend für ihre Rolle als Prinzessin/General Leia Organa ausgezeichnet.

### Persönliches
Fisher war die Tochter des Sängers Eddie Fisher und der Schauspielerin Debbie Reynolds. Als sie zwei Jahre alt war, ließen sich ihre Eltern scheiden, und ihr Vater heiratete kurz danach Elizabeth Taylor. Ihr Bruder ist Todd Fisher, ihre Halbschwestern sind die Schauspielerinnen Joely Fisher und Tricia Leigh Fisher, deren Mutter die Schauspielerin Connie Stevens ist. Carrie Fisher besuchte die Beverly Hills High School und später die Central School of Speech and Drama in London.
In der 2016 erschienenen Autobiografie The Princess Diarist (deutscher Titel: Das Tagebuch der Prinzessin Leia) schrieb Fisher über ihre dreimonatige Affäre mit dem Schauspieler Harrison Ford während der Dreharbeiten zu Krieg der Sterne 1976. Von 1977 bis 1983 führte Carrie Fisher eine zeitweise unterbrochene Beziehung mit dem Musiker Paul Simon. Im Jahr 1983 war sie kurzzeitig mit dem Schauspieler Dan Aykroyd liiert. Carrie Fisher und Paul Simon waren von August 1983 bis Juli 1984 verheiratet. Am 17. Juli 1992 kam ihre Tochter Billie Lourd zur Welt. Der Vater des Kindes ist der Künstleragent Bryan Lourd (* 1960), von dem sich Fisher 1995 nach drei Jahren trennte.

### Tod und Beisetzung

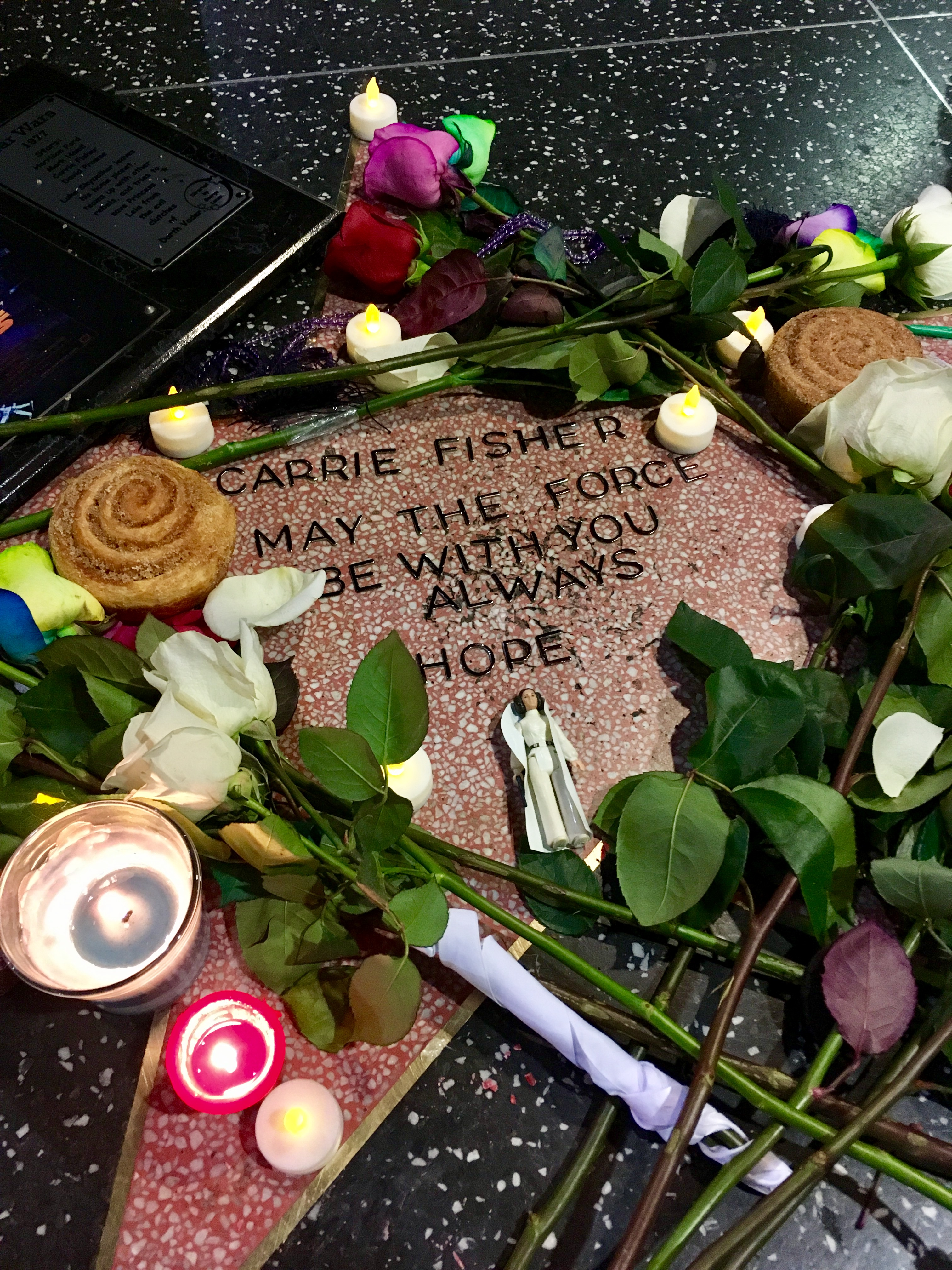
Fishers Stern auf dem Hollywood Walk of Fame, von Fans zu ihrem Gedenken geschmückt

Fisher starb am 27. Dezember 2016 im Alter von 60 Jahren. Sie hatte vier Tage zuvor, gegen Ende eines Fluges von London nach Los Angeles, einen Herzstillstand. Erste Ermittlungen zur genauen Todesursache brachten kein Ergebnis. Mitte Juni 2017 veröffentlichte der zuständige Coroner in Los Angeles ein Gutachten zur Todesursache, in dem er eine Atemstörung im Schlaf in Verbindung mit anderen Faktoren als Todesursache feststellte. Neben auffälligen Fettablagerungen in den Arterien und einer Herzerkrankung wurden auch verschiedene Wirkstoffe und Spuren von Kokain, Heroin, anderen Opiaten und Ecstasy festgestellt. Ob und wie genau das Zusammenwirken dieser Faktoren schließlich zum Tod führte, konnte in der Untersuchung nicht geklärt werden. Fisher, die jahrelang mit Drogen- und Medikamentenabhängigkeit kämpfte, hatte vermutlich drei Tage zuvor letztmals Kokain zu sich genommen. Ihre Mutter starb einen Tag nach ihr an den Folgen eines Schlaganfalls. Fishers Bestattung fand am 6. Januar 2017 auf dem Forest Lawn Memorial Park (Abschnitt Courts of Remembrance) in Hollywood statt. Sie wurde neben ihrer Mutter beigesetzt. Ihre Urne hat die Form einer Prozac-Pille. Fisher nahm zeitweise dieses Antidepressivum.

## Ambivalente Berühmtheit als Prinzessin Leia
Mit ihrer Hauptrolle der Prinzessin Leia in der Original-Star-Wars-Trilogie (Krieg der Sterne (1977), Das Imperium schlägt zurück (1980) und Die Rückkehr der Jedi-Ritter (1983)) wurde Carrie Fisher weltbekannt; es ist die Rolle, mit der sie am meisten identifiziert wird. Im ersten Film Krieg der Sterne trat ihre Figur als selbstbewusste, unabhängige und vorlaute starke Kämpferin auf. Kritiker und Filmwissenschaftler befanden, dass der Film die Messlatte für weibliche Actionfiguren höhergelegt habe. Die Los Angeles Times befand: „Für eine Generation von Frauen und Mädchen war Prinzessin Leia in ihrer Macht bahnbrechend.“ Dies machte ihre Figur rasch zu einer feministischen Ikone. Carrie Fisher selbst schrieb in ihrer Memoiren: „Der Star Wars-Ruhm bedeutete, dass Prinzessin Leia berühmt war und nicht Carrie Fisher. Ich sah nur zufällig wie sie aus.“
In Die Rückkehr der Jedi-Ritter, dem dritten Teil der Trilogie, wird die Figur der Leia von dem Antagonisten Jabba the Hutt gefangen genommen, angekettet und in ein äußerst freizügiges Sklavin-Kostüm gezwungen, das als Bikini von Prinzessin Leia bekannt wurde. Am Ende kann Leia sich befreien und erwürgt ihren Peiniger mit der Kette. Die entsprechenden Filmszenen gelten in Hinblick auf Sexualisierung, Objektifizierung und Unterdrückung von Frauen in Filmen als die problematischsten der Star-Wars-Filme und das Kostüm selbst als eines der kontroversesten Filmkostüme aller Zeiten. Das Kostüm wurde außerordentlich populär und zum Kultobjekt und später in anderen kulturellen Werken umfangreich adaptiert. Das Kostüm selbst und seine Trägerin wurden zu einem Sexsymbol.
Fischer schreibt in ihrer Autobiographie Das Tagebuch der Prinzessin: „Ich wünschte, ich hätte den Vertrag verstanden, den ich unterschrieb, indem ich etwas trug, das andeutet, dass ich immer irgendwo im erotischen Erscheinungsbild bleiben werde.“ Ebenso scherzte sie: „Was ich nicht wusste, als ich dieses 25 Jahre alte Pinup-Girl für Freaks in diesem ikonischen Metallbikini war, war, dass ich einen unsichtbaren Vertrag unterschrieben hatte, um die nächsten dreißig bis vierzig Jahre genauso auszusehen.“ Fisher schreibt weiter in ihren Memoiren. "Es ist wirklich eine Ehre, die erste Liebe von so vielen Jungs gewesen zu sein. Allerdings fällt mir die Vorstellung schwer, so viel Zeit in verschiedensten "Köpfen" verbracht zu haben - und diese Zeit war von einer bestimmten nicht zu bestreitenden Sinnlichkeit geprägt."
Fisher beschrieb die Szenen und das Sklavin-Kostüm bis zu ihrem Lebensende immer wieder als Fehler, gegen den sie sich nicht gewehrt habe. Ihrer Schauspielkollegin Daisy Ridley, die in der Star Wars-Sequel-Trilogie von 2015 bis 2019 die weibliche Hauptrolle spielte, riet sie, nicht denselben Fehler zu begehen,  sondern „für ihr Outfit zu kämpfen“ und sich nicht zur Sklavin machen zu lassen.
Die Filmwissenschaftlerin Kristen Anderson Wagner attestierte: „Der monumentale Erfolg von Star Wars bedeutete, dass Fisher während ihrer gesamten Karriere der Fokus intensiver und invasiver Medien- und Fan-Aufmerksamkeit war, und dank des berüchtigten goldenen Bikini-Kostüms in Die Rückkehr der Jedi-Ritter war ein Großteil dieser Aufmerksamkeit objektifizierend und erniedrigend.“

## Synchronsprecherinnen
Da Carrie Fisher meist Nebenrollen spielte, wurde sie in den deutschen Filmversionen von 23 verschiedenen Synchronsprecherinnen gesprochen. Am häufigsten lieh ihr Susanna Bonasewicz ihre Stimme.

## Filmografie (Auswahl)
- 1975: Shampoo
- 1977: Krieg der Sterne (Star Wars: Episode IV – A New Hope)
- 1978: The Star Wars Holiday Special (Fernsehfilm)
- 1980: Das Imperium schlägt zurück (Star Wars: Episode V – The Empire Strikes Back)
- 1980: Blues Brothers
- 1983: Die Rückkehr der Jedi-Ritter (Star Wars: Episode VI – Return of the Jedi)
- 1984: Seelenlos – Ein Mann spielt Gott (Frankenstein, Fernsehfilm)
- 1985: Der Verrückte mit dem Geigenkasten (The Man with One Red Shoe)
- 1986: Hollywood Cop
- 1986: Hannah und ihre Schwestern (Hannah and Her Sisters)
- 1987: Amazonen auf dem Mond oder Warum die Amis den Kanal voll haben (Amazon Women on the Moon)
- 1987: Wächter der Zukunft (The Time Guardian)
- 1988: Rendezvous mit einer Leiche (Appointment with Death)
- 1989: Zurück aus dem Jenseits (She’s Back)
- 1989: Meine teuflischen Nachbarn (The ’burbs)
- 1989: Harry und Sally (When Harry Met Sally …)
- 1989: Loverboy – Liebe auf Bestellung (Loverboy)
- 1990: Rache ist süß (Sweet Revenge)
- 1990: Eine fast anständige Frau (Sibling Rivalry)
- 1991: Lieblingsfeinde – Eine Seifenoper (Soapdish)
- 1991: Mein böser Freund Fred (Drop Dead Fred)
- 1995: Ellen (Fernsehserie, Gastauftritt)
- 1997: Austin Powers – Das Schärfste, was Ihre Majestät zu bieten hat (Austin Powers: International Man of Mystery)
- 2000: Sex and the City (Fernsehserie, Folge 3x14)
- 2000: Scream 3
- 2001: Heartbreakers – Achtung: Scharfe Kurven! (Heartbreakers)
- 2001: Jay und Silent Bob schlagen zurück (Jay and Silent Bob Strike Back)
- 2003: 3 Engel für Charlie – Volle Power (Charlie’s Angels: Full Throttle)
- 2003: Wonderland
- 2004: Stateside
- 2005: Newcomer – Tausche Ruhm gegen Liebe (Undiscovered)
- 2005: Smallville (Fernsehserie, Folge 5x05)
- 2005–2016: Family Guy (Fernsehserie, 23 Folgen, Stimme von ‚Angela‘)
- 2007: 30 Rock (Fernsehserie, Gastauftritt)
- 2007: Weeds – Kleine Deals unter Nachbarn (Weeds, Fernsehserie, eine Folge)
- 2008: The Women
- 2008: Fanboys
- 2009: White Lightnin’
- 2009: Schön bis in den Tod (Sorority Row)
- 2010: Entourage (Fernsehserie, Folge 7x07)
- 2012: It’s Christmas, Carol! (Fernsehfilm)
- 2014: The Big Bang Theory (Fernsehserie, Folge 7x14)
- 2014: Maps to the Stars
- 2014–2016: Girlfriends’ Guide to Divorce (Fernsehserie, 2 Folgen)
- 2015: Star Wars: Das Erwachen der Macht (Star Wars: The Force Awakens)
- 2015–2017: Catastrophe (Fernsehserie, 5 Folgen)
- 2016: Wonderwell
- 2017: Star Wars: Die letzten Jedi (Star Wars: The Last Jedi)
- 2019: Star Wars: Der Aufstieg Skywalkers (Star Wars: The Rise of Skywalker)
- 2020: Psychedelische Abenteuer: Have a Good Trip! (Have a Good Trip: Adventures in Psychedelics)
- 2023: Wonderwell – Violets magische Reise (Wonderwell)

## Bibliografie

### Novellen
- Grüße aus Hollywood. 1987, ISBN 3-442-09310-4 (Originaltitel: Postcards From The Edge).
- Beziehungsweise Liebe. 1991, ISBN 3-442-41216-1 (Originaltitel: Surrender The Pink).
- Bye bye, ich liebe dich. 1993, ISBN 3-404-16193-9 (Originaltitel: Delusions Of Grandma).
- The Best Awful There Is. 2004, ISBN 0-7432-6930-6 (nicht in Deutschland erschienen).

### Non-Fiction
- Hollywood Moms, 2001 (Einleitung), ISBN 978-0-8109-4157-1 (nicht in Deutschland erschienen).
- Prinzessin Leia schlägt zurück. München 2011, ISBN 978-3-86882-222-9 (englische Originalausgabe, 2008 bei Simon & Schuster: Wishful Drinking).
- Shockaholic. 2011, ISBN 978-0-7432-6482-2 (nicht in Deutschland erschienen).
- Das Tagebuch der Prinzessin Leia. Hannibal Verlag, Höfen 2017, ISBN 978-3-85445-625-4 (Originaltitel: The Princess Diarist)

### Drehbücher
- 1990: Grüße aus Hollywood (Postcards From The Edge)
- 1993: Die Abenteuer des jungen Indiana Jones (The Young Indiana Jones Chronicles, Fernsehserie, Folge 2x21)
- 1997: Roseanne (Fernsehserie, Folge 9x22)
- 2001: These Old Broads (Fernsehfilm)
- 2010: Wishful Drinking (Fernsehfilm)

### Als Script Doctor
- 1991: Hook
- 1992: Brennpunkt L.A. – Die Profis sind zurück (Lethal Weapon 3)
- 1992: Sister Act – Eine himmlische Karriere (Sister Act)
- 1993: Made in America
- 1993: Liebling, hältst Du mal die Axt? (So I Married an Axe Murderer)
- 1994: My Girl 2 – Meine große Liebe (My Girl 2)
- 1994: Taschengeld (Milk Money)
- 1994: Am wilden Fluß (The River Wild)
- 1995: Outbreak – Lautlose Killer (Outbreak)
- 1996: Perfect Love Affair (Love Affair)
- 1996: Liebe hat zwei Gesichter (The Mirror has Two Faces)
- 1997: Anastasia
- 1998: Eine Hochzeit zum Verlieben (The Wedding Singer)
- 1999: Schlaflos in New York (The Out-of-Towners)
- 1999: Star Wars: Episode I – Die dunkle Bedrohung (Star Wars: Episode I – The Phantom Menace)
- 2000: Scream 3
- 2000: Coyote Ugly
- 2001: Kate & Leopold
- 2016: Star Wars: Die letzten Jedi (Star Wars: The Last Jedi)

## Hörbücher
- 2004 (Audible): The Best Awful (Roman)
- 2009: Wishful Drinking, Simon & Schuster Audio, ISBN 978-0-7435-9717-3
- 2012: Shockaholic, Simon & Schuster Audio, ISBN 978-0-7435-5026-0
- 2016: The Princess Diarist (gemeinsam mit Billie Lourd), Penguin Audiobooks, ISBN 978-0-399-56555-7

## Auszeichnungen (Auswahl)
| Jahr | Auszeichnung      | Kategorie                           | Arbeit                                                                    | Resultat  |
| ---- | ----------------- | ----------------------------------- | ------------------------------------------------------------------------- | --------- |
| 1977 | Saturn Award      | Beste Hauptdarstellerin             | Krieg der Sterne (Star Wars: Episode IV – A New Hope)                     | Nominiert |
| 1983 | Saturn Award      | Beste Hauptdarstellerin             | Die Rückkehr der Jedi-Ritter (Star Wars: Episode VI – Return of the Jedi) | Nominiert |
| 1990 | Saturn Award      | The President’s Memorial Award      |                                                                           | Gewonnen  |
| 1991 | BAFTA Award       | Bestes adaptiertes Drehbuch         | Grüße aus Hollywood (Postcards From The Edge)                             | Nominiert |
| 2008 | Emmy              | Gastdarsteller in einer Comedyserie | 30 Rock                                                                   | Nominiert |
| 2010 | Grammy Award      | Bestes gesprochenes Album           | Wishful Drinking                                                          | Nominiert |
| 2011 | Emmy              | Bestes Unterhaltungsspezial         | Wishful Drinking                                                          | Nominiert |
| 2016 | Saturn Award      | Beste Nebendarstellerin             | Star Wars: Das Erwachen der Macht (Star Wars: The Force Awakens)          | Nominiert |
| 2017 | Hugo Award        | Best Related Work                   | Das Tagebuch der Prinzessin Leia (The Princess Diarist)                   | Nominiert |
| 2017 | Emmy              | Gastdarsteller in einer Comedyserie | Catastrophe                                                               | Nominiert |
| 2018 | Grammy Award      | Bestes gesprochenes Album           | Das Tagebuch der Prinzessin Leia (The Princess Diarist)                   | Gewonnen  |
| 2018 | Saturn Award      | Beste Nebendarstellerin             | Star Wars: Die letzten Jedi (Star Wars: The Last Jedi)                    | Nominiert |
| 2018 | Teen Choice Award | Choice Fantasy Actress              | Star Wars: Die letzten Jedi (Star Wars: The Last Jedi)                    | Gewonnen  |

Im Jahr 2023 erhielt Fisher posthum einen Stern auf dem Hollywood Walk of Fame.